# Liste des synodes des évêques
 (décembre 2023).
La mise en forme du texte ne suit pas les recommandations de Wikipédia : il faut le « wikifier ».
Les points d'amélioration suivants sont les cas les plus fréquents. Le détail des points à revoir est peut-être précisé sur la page de discussion.
- Les titres sont pré-formatés par le logiciel. Ils ne sont ni en capitales, ni en gras.
- Le texte ne doit pas être écrit en capitales (les noms de famille non plus), ni en gras, ni en italique, ni en « petit »…
- Le gras n'est utilisé que pour surligner le titre de l'article dans l'introduction, une seule fois.
- L'italique est rarement utilisé : mots en langue étrangère, titres d'œuvres, noms de bateaux, etc.
- Les citations ne sont pas en italique mais en corps de texte normal. Elles sont entourées par des guillemets français : « et ».
- Les listes à puces sont à éviter, des paragraphes rédigés étant largement préférés. Les tableaux sont à réserver à la présentation de données structurées (résultats, etc.).
- Les appels de note de bas de page (petits chiffres en exposant, introduits par l'outil «  Source ») sont à placer entre la fin de phrase et le point final[comme ça].
- Les liens internes (vers d'autres articles de Wikipédia) sont à choisir avec parcimonie. Créez des liens vers des articles approfondissant le sujet. Les termes génériques sans rapport avec le sujet sont à éviter, ainsi que les répétitions de liens vers un même terme.
- Les liens externes sont à placer uniquement dans une section « Liens externes », à la fin de l'article. Ces liens sont à choisir avec parcimonie suivant les règles définies. Si un lien sert de source à l'article, son insertion dans le texte est à faire par les notes de bas de page.
- La présentation des références doit suivre les conventions bibliographiques. Il est recommandé d'utiliser les modèles {{Ouvrage}}, {{Chapitre}}, {{Article}}, {{Lien web}} et/ou {{Bibliographie}}. Le mode d'édition visuel peut mettre en forme automatiquement les références.
- Insérer une infobox (cadre d'informations à droite) n'est pas obligatoire pour parachever la mise en page.

Pour une aide détaillée, merci de consulter Aide:Wikification.
Si vous pensez que ces points ont été résolus, vous pouvez retirer ce bandeau et améliorer la mise en forme d'un autre article.
 (7 décembre 2023).
Le Synode des évêques est une institution de l’Église catholique, dont les réunions sont également nommées « synode des évêques ». Cette page tient une liste des synodes des évêques dans un ordre chronologique, en séparant cependant les assemblées générales ordinaires, les assemblées générales extraordinaires, et les assemblées spéciales.

## Assemblées générales ordinaires
Dans cette configuration, l'assemblée synodale est composée des patriarches et archevêques majeurs, de membres élus par chaque conférence épiscopale, de religieux élus par l'Union Romaine des Supérieurs Généraux et des cardinaux à la tête des dicastères romains.
Les assemblées générales ordinaires sont convoquées au Vatican par le pape (les dates entre parenthèses sont les dates de la session du Synode)
Ire assemblée générale ordinaire (29 septembre - 29 octobre 1967)
Thème : « La préservation et le renforcement de la foi catholique, son intégrité, sa vigueur, son expansion, sa cohésion doctrinale et historique ».
Le synode appelle à créer la Commission théologique internationale ainsi que la révision du Code de droit canonique de 1917. A la fin du synode est également célébrée la Missa Normativa (messe normative), aboutissant à un vote extrêmement ambigu des évêques.
Pas de document final.
IIe assemblée générale ordinaire (30 septembre - 6 novembre 1971)
Thème : « Le sacerdoce ministériel et la justice dans le monde ». Le premier des deux thèmes retenus, le sacerdoce ministériel, apparaît dans un contexte de crise ecclésiale que manifeste la lettre du pape Paul VI, datée du 2 février 1970 au cardinal Villot : Paul VI y dit sa profonde tristesse à la suite du synode des évêques hollandais qui rejette l'enseignement de l'encyclique Sacerdotalis caelibatus sur le célibat sacerdotal avec des arguments auxquels il avait déjà répondu.
Au cours de ce synode, les pères approuvent très majoritairement la position de Paul VI selon laquelle « la loi du célibat sacerdotal, en vigueur dans l’Église latine, doit être maintenue intégralement » (168 placet, 10 non placet, 21 placet iuxta modum, 2 abstentions). Dans la suite du texte, 107 Pères optent pour une formule très restrictive qui, restant sauf le pouvoir du Pape, ne permet aucune exception à la règle du célibat, alors que 87 autres Pères adoptent une proposition à la formulation positive, disant qu'il revient au Saint Père de concéder l'ordination d'hommes mariés "dans des cas particuliers et pour des raisons pastorales" (2 abstentions et 2 bulletins nuls). Pour Louis de Vaucelles, la procédure est responsable de ce qu'il pense être un échec de réforme : les dossiers préparés par les conférences épiscopales ont été sous-utilisés, il n'y a pas eu de débats, les échanges se réduisant à une série de monologues, et la présidence (trois présidents nommés par le pape) a éludé des questions de manière arbitraire. Ces difficultés ont été accrues par la diversité des mentalités et des situations pastorales.
Rescrit : Justice dans le monde
IIIe assemblée générale ordinaire (27 septembre - 26 octobre 1974)
Thème : « L’évangélisation dans le monde moderne »

Exhortation apostolique : Evangelii Nuntiandi
IVe assemblée générale ordinaire (30 septembre - 29 octobre 1977)
Thème : « La catéchèse en notre temps »

Exhortation apostolique : Catechesi Tradendae
Ve assemblée générale ordinaire (26 septembre - 25 octobre 1980)
Thème : « La famille chrétienne »

Exhortation apostolique : Familiaris consortio (it)
VIe assemblée générale ordinaire (29 septembre - 29 octobre 1983)
Thème : « La Réconciliation et la Pénitence dans la Mission de l’Église »

Exhortation apostolique : Reconciliatio et Paenitencia
VIIe assemblée générale ordinaire (1er - 30 octobre 1987)
Thème : « La vocation et la mission des laïcs dans l’Église et dans le Monde »

Exhortation apostolique : Christifideles laici (de)
VIIIe assemblée générale ordinaire (30 septembre - 28 octobre 1990)
Thème : « La formation des prêtres dans les circonstances actuelles »

Exhortation apostolique : Pastores Dabo Vobis (en)
IXe assemblée générale ordinaire (2 - 29 octobre 1994)
Thème : « La vie consacrée et sa mission dans l’Église et dans le monde »

Exhortation apostolique : Vita consecrata (en)
Xe assemblée générale ordinaire (30 septembre - 27 octobre 2001)
Thème : « L’Évêque: Serviteur de l’Évangile de Jésus-Christ pour l’Espérance du Monde »

Exhortation apostolique : Pastores Gregis (en)
XIe assemblée générale ordinaire (2 - 23 octobre 2005)
Thème : « L’Eucharistie: source et sommet de la vie et de la mission de l’Église »

Exhortation apostolique : Sacramentum caritatis (de)
XIIe assemblée générale ordinaire (5 - 26 octobre 2008)
Thème : « La Parole de Dieu dans la vie et la mission de l’Église »

Exhortation apostolique : Verbum Domini (en)'
XIIIe assemblée générale ordinaire (7 - 28 octobre 2012)
Thème : « La nouvelle Evangélisation pour la transmission de la foi chrétienne »

Exhortation apostolique : Evangelii gaudium
XIVe assemblée générale ordinaire (4 au 25 octobre 2015)
Thème : « La mission de la famille dans l'Église et dans le monde »

Exhortation apostolique : Amoris laetitia
XVe assemblée générale ordinaire (octobre 2018)
Thème : « la jeunesse, la foi et le discernement vocationnel »
XVIe assemblée générale ordinaire (2021 - 2024)
Thème : « Pour une Eglise synodale : communion, participation et mission »

## Assemblées générales extraordinaires
Dans cette configuration, l'assemblée synodale, plus modeste, est composée des patriarches et archevêques majeurs, des présidents de conférences épiscopales, de religieux élus par l'Union Romaine des Supérieurs Généraux et des cardinaux à la tête des dicastères romains.
Ire assemblée générale extraordinaire (11 - 28 octobre 1969)
Thème : « Coopération entre le Saint-Siège et les Conférences épiscopales »
IIe assemblée générale extraordinaire (24 novembre - 8 décembre 1985)
Thème : « Le vingtième anniversaire de la conclusion du concile Vatican II »
IIIe assemblée générale extraordinaire (5 - 19 octobre 2014)
Thème : « Les défis pastoraux de la famille dans le contexte de l’évangélisation »

## Assemblées spéciales
Contrairement aux assemblée générales, les assemblées spéciales n'ont pas vocation à traiter des questions de l'Église universelle, mais de question relative à une région (pays ou continent) en particulier. Les participants sont alors issus des régions pour lesquelles sont convoquées ces synodes.  
Synode particulier pour les Pays-Bas (14 - 31 janvier 1980)
Thème : « La situation pastorale dans les Pays-Bas »
Ire assemblée spéciale pour l'Europe (28 novembre - 14 décembre 1991)
Thème : « Pour que nous soyons des témoins du Christ qui nous a libérés »
Ire assemblée spéciale pour l'Afrique (10 avril - 8 mai 1994)
Thème : « L’Église en Afrique et sa mission évangélisatrice vers l’an 2000: ‘Vous serez mes témoins’ (Ac. 1, 8) »

Exhortation apostolique : Ecclesia in Africa (es)
Assemblée spéciale pour le Liban (26 novembre - 14 décembre 1995)
Thème : « Le Christ est notre espérance: renouvelés par son esprit, solidaires, nous témoignons de son amour »

Exhortation apostolique : Ecclesia in Libanon (de)
Assemblée spéciale pour l'Amérique (16 novembre - 12 décembre 1997)
Thème : « La rencontre avec Jésus-Christ vivant, chemin pour la conversion, la communion et la solidarité en Amérique »

Exhortation apostolique : Ecclesia in America (de)
Assemblée spéciale pour l'Asie (19 avril - 14 mai 1998)
Thème : « Jésus-Christ, le Sauveur, et sa mission d’amour et de service en Asie : ‘…pour qu’ils aient la vie, et qu’ils l’aient en abondance’ (Jn 10, 10) »

Exhortation apostolique : Ecclesia in Asia (en)
Assemblée spéciale pour l'Océanie (22 novembre-12 décembre 1998)
Thème : « Jésus-Christ et les peuples d’Océanie : suivre Son chemin, proclamer Sa vérité, vivre Sa vie »

Exhortation apostolique : Ecclesia in Oceania (de)
IIe assemblée spéciale pour l'Europe (1er - 23 octobre 1999)
Thème : « Jésus-Christ vivant dans son Église, source d’espérance pour l’Europe »

Exhortation apostolique : Ecclesia in Europa (en)
IIe assemblée spéciale pour l'Afrique (4 - 25 octobre 2009)
Thème : « L’Église en Afrique au service de la Réconciliation, de la Justice et de la Paix : ‘Vous êtes le sel de la Terre… Vous êtes la lumière du Monde’(Mt 5: 13, 14) »

Exhortation apostolique : Africae munus (de)
Assemblée spéciale pour le Moyen-Orient (10 - 24 octobre 2010)
Thème : « L'Église catholique au Moyen-Orient : communion et témoignage. ‘La multitude des croyants n'avait qu'un cœur et qu'une âme' (Ac 4, 32) »

Exhortation apostolique : Ecclesia in Medio Oriente (de)
Assemblée spéciale pour l'Amazonie (6 - 27 octobre 2019)
Thème : « Amazonie: nouveaux parcours pour l’Église et pour une écologie intégrale »
Exhortation apostolique :  Querida Amazonia